# Rue Marchant
Pour les articles homonymes, voir Marchant.
La rue Marchant est une rue de l'Ancienne Ville de Metz dans la région Grand Est, dans le département de la Moselle.

## Situation et accès
La rue est située dans l'Ancienne Ville, elle débute rue du Haut de Sainte-Croix pour finir boulevard Paixhans.

## Origine du nom
Elle rend hommage à Nicolas Damas Marchant maire de Metz de 1805 à 1816. 

## Historique
Elle était autrefois appelée « rue des Carmes », et ensuite « retranchement de Guise, Grands Carmes ». Ce n'est qu'en 1835 qu'elle prit le nom de « rue Marchant ». 

## Bâtiments remarquables et lieux de mémoire
- La maison au 2 rue Marchant datant du XVIIe siècle a sa porte d'entrée avec son vantail compris inscrite par arrêté du 9 décembre 1929 aux monuments historiques[2].